# Серпокрилець малий
Серпокрилець малий (Apus affinis) — вид птахів родини серпокрильцевих (Apodidae). Поширений в Африці та Південній Азії.

## Підвиди
- A. a. galilejensis (Antinori, 1855) — Північна Африка та Близький Схід до Пакистану та Сомалі;
- A. a. bannermani Hartert, 1928 — острови Гвінейської затоки;
- A. a. aerobates Brooke, 1969 — від Мавританії до Сомалі та на південь до східної ПАР;
- A. a. theresae R. Meinertzhagen, 1949 — від західної та південної Анголи та південної Замбії до ПАР;
- A. a. affinis (J.E. Gray, 1830) — Східна Африка, Індія;
- A. a. singalensis Madarász, 1911 — південна Індія, Шрі-Ланка.

## Опис
Малих серпокрильців легко впізнати за невеликим розміром. Розмах крил становить лише 33 см порівняно з 42 см у серпокрильця чорного. Оперення чорне, за винятком білого горла та крупу, причому біла пляма на крупі поширюється на боки. Птахи мають короткий квадратний хвіст, усі кермові мають округлі кінці.